# Шенелот
Шенелот (фр. Chenalotte) насеље је и општина у источној Француској у региону Франш-Конте, у департману Ду која припада префектури Монбелијар.
По подацима из 2011. године у општини је живело 430 становника, а густина насељености је износила 88,11 становника/km². Општина се простире на површини од 4,88 km². Налази се на средњој надморској висини од 935 метара (максималној 1.092 m, а минималној 888 m).

## Демографија
| 1962. | 1968. | 1975. | 1982. | 1990. | 1999. | 2011. |
| ----- | ----- | ----- | ----- | ----- | ----- | ----- |
| 94    | 95    | 77    | 108   | 198   | 286   | 430   |

График промене броја становника у току последњих година